# Gamla stadshuset, Zagreb
Gamla stadshuset (kroatiska: Stara gradska vijećnica) är ett stadshus och historisk byggnad i Zagreb i Kroatien. Det kulturminnesskyddade stadshuset bär stildrag från nybarocken och är beläget i stadens historiska stadskärna Gradec, även kallad Övre staden. Stadshuset är ett byggnadskomplex bestående av tre byggnader som under 1800-talets senare hälft byggdes samman för att kunna rymma stadsförvaltningen.

## Historik
En byggnad på samma plats som dagens stadshus omnämns redan år 1439 som Gradecs stadsrådshus. År 1614 lät stadsdomaren Jakov Gasparini göra om byggnaden till stadshus.
För att kunna bygga ut stadshuset köpte de kommunala myndigheterna år 1803 en angränsande byggnad som då var i greve Adam Oršićs ägo. År 1832 vann den lokale köpmannen Kristofor Stanković högsta vinsten vid Wiens lotteri och beslutade då att investera pengarna i uppförandet av en stadsteater. Stadens myndigheter uppförde då ytterligare en våning på den envåningsbyggnad som tidigare tillhört greve Oršić. Det gamla stadshuset revs och angränsande mark köptes för att göra plats åt den nya stadsteatern. Grundstenen för den nya stadsteatern lades den 12 augusti 1833.
Under ett intermezzo i en tyskspråkig föreställning kunde åhörarna för första gången höra kroatiska då reveljen Još Hrvatska ni propala framfördes. Den 10 juni 1840 framfördes det första föreställningen på kroatiska, Juran och Sofia eller turkarna vid Sisak (Juran i Sofija ili Turci kod Siska) skriven av Ivan Kukuljević Sakcinski. Den 28 mars 1846 framfördes den första operan på kroatiska, Kärlek och ondska (Ljubav i zloba) skriven av Vatroslav Lisinski.   
Balsalen kom att spela en viktig roll i Kroatiens politiska liv. Det kroatiska parlamentet Sabor höll flera sessioner här och under ett sammanträde den 23 oktober 1847 fattades beslutet att kroatiska skulle vara det officiella språket då parlamentet sammanträdde.
År 1895 flyttade stadsteatern till den nya nationalteatern som hade uppförts i Nedre staden. År 1897 övertog stadens myndigheter stadsteaterns tidigare lokaler. Stadshuset och den tidigare stadsteatern byggdes samman till en enhet. Balsalen gjordes om till plenisal. Åren 1910–1911 fick stadshuset sin nuvarande skepnad sedan en två våningar hög tillbyggnad tillkommit.   